# Lantosque
Lantosque (Lantosca en provençal) est une commune française située dans le département des Alpes-Maritimes, en région Provence-Alpes-Côte d'Azur.
Ses habitants sont appelés les Lantosquois.
Jusqu'en 1860, le nom officiel était en italien : Lantosca.

## Géographie

### Localisation
La commune de Lantosque est située dans la partie centrale de la vallée de la Vésubie. La Vésubie est une des cinq vallées principales des Alpes-Maritimes, creusées par l'érosion de la fonte des glaciers alpins pendant plusieurs centaines de milliers d'années.
L'altitude varie d'environ 300 mètres (plaine du Suquet) à 1 900 mètres (granges de la Brasque).

### Géologie et relief
Le village  a été édifié au bord de la rivière sur un agglomérat de sédiments amassés contre un verrou glaciaire, dont l'instabilité chronique a provoqué des mouvements de terrains, causant des dégâts à nombre d'habitations.
La commune comporte plusieurs hameaux comme Pélasque, Loda, Camari, Saint-Colomban, ainsi que des quartiers sur les hauteurs : les Clapières, la Vilette, les Tabalons, les Brucs, les Quinsons, le Seuil, le Terron, Saint-Georges, Campaouri, la Serisière entre autres.
Le quartier de Saint-Georges a historiquement été considéré comme une partie de Pélasque et comme une limite avec Lantosque, mais cela tend à disparaître avec l'installation massive de nouveaux habitants.

### Catastrophes naturelles - Sismicité
Le 2 octobre 2020, de nombreux villages des diverses vallées des Alpes-Maritimes (Breil-sur-Roya, Fontan, Roquebillière, St-Martin-Vésubie, Tende...) sont fortement impactés par un "épisode méditerranéen" de grande ampleur. Certains hameaux sont restés inaccessibles jusqu'à plus d'une semaine après la catastrophe et l'électricité n'a été rétablie que vers le 20 octobre. L'Arrêté du 7 octobre 2020 portant reconnaissance de l'état de catastrophe naturelle a identifié 55 communes, dont Lantosque, au titre des "Inondations et coulées de boue du 2 au 3 octobre 2020".
Commune située dans une zone de sismicité moyenne.

### Hydrographie et les eaux souterraines
Cours d'eau sur la commune ou à son aval :
- rivière la Vésubie,
- riou de la bollène, riou de lantosque,
- vallon de saint-colomban,
- ruisseaux des lonas, de barra rossa.

Lantosque dispose de deux stations d'épuration :
- Lantosque Suquet, d'une capacité de 500 équivalent-habitants[5],
- Lantosque - Le Fourcat, d'une capacité de 1600 équivalent-habitants[6].

### Climat
Pour des articles plus généraux, voir Climat de Provence-Alpes-Côte d'Azur et Climat des Alpes-Maritimes.
En 2010, le climat de la commune est de type climat méditerranéen altéré, selon une étude du Centre national de la recherche scientifique s'appuyant sur une série de données couvrant la période 1971-2000. En 2020, Météo-France publie une typologie des climats de la France métropolitaine dans laquelle la commune est dans une zone de transition entre le climat de montagne et le climat méditerranéen et est dans la région climatique  Var, Alpes-Maritimes, caractérisée par une pluviométrie abondante en automne et en hiver (250 à 300 mm en automne), un très bon ensoleillement en été (fraction d’insolation > 75 %), un hiver doux (8 °C) et peu de brouillards.
Pour la période 1971-2000, la température annuelle moyenne est de 12,7 °C, avec une amplitude thermique annuelle de 16,1 °C. Le cumul annuel moyen de précipitations est de 940 mm, avec 5,7 jours de précipitations en janvier et 5,1 jours en juillet. Pour la période 1991-2020, la température moyenne annuelle observée sur la station météorologique installée sur la commune est de 13,9 °C et le cumul annuel moyen de précipitations est de 959,3 mm. 
La température maximale relevée sur cette station est de 40,1 °C, atteinte le 3 août 2017 ; la température minimale est de −9 °C, atteinte le 6 février 2012,,.
| Mois                                  | jan.          | fév.          | mars          | avril         | mai           | juin          | jui.          | août          | sep.          | oct.          | nov.          | déc.          | année     |
| ------------------------------------- | ------------- | ------------- | ------------- | ------------- | ------------- | ------------- | ------------- | ------------- | ------------- | ------------- | ------------- | ------------- | --------- |
| Température minimale moyenne (°C)     | 0,7           | 0,8           | 3             | 6,2           | 9             | 12,8          | 14,9          | 14,8          | 11,6          | 8,4           | 4,4           | 1,1           | 7,3       |
| Température moyenne (°C)              | 6,3           | 7             | 9,7           | 12,8          | 15,6          | 19,6          | 22,4          | 22,7          | 19            | 14,9          | 9,9           | 6,5           | 13,9      |
| Température maximale moyenne (°C)     | 11,8          | 13,1          | 16,3          | 19,5          | 22,2          | 26,4          | 29,9          | 30,6          | 26,4          | 21,3          | 15,4          | 11,9          | 20,4      |
| Record de froid (°C) date du record   | −5,6 21.01.23 | −9 06.02.12   | −3,9 06.03.10 | −1,6 08.04.21 | 1,5 06.05.19  | 5,9 10.06.13  | 7,8 20.07.11  | 7 31.08.10    | 2,1 27.09.20  | −1,1 22.10.07 | −5,5 27.11.10 | −8 20.12.09   | −9 2012   |
| Record de chaleur (°C) date du record | 24,3 19.01.07 | 23,3 10.02.20 | 28,9 31.03.15 | 27,7 28.04.12 | 34,5 27.05.22 | 38,6 28.06.19 | 38,7 31.07.17 | 40,1 03.08.17 | 34,3 11.09.16 | 32,9 08.10.23 | 26,3 14.11.23 | 22,7 30.12.21 | 40,1 2017 |
| Précipitations (mm)                   | 76,5          | 61,4          | 71,5          | 81,9          | 77,4          | 73,4          | 43,3          | 39            | 57,8          | 122,6         | 148,3         | 106,2         | 959,3     |

| Diagramme climatique                                  |             |           |             |           |              |              |            |              |              |              |              |
| J                                                     | F           | M         | A           | M         | J            | J            | A          | S            | O            | N            | D            |
| 11,80,776,5                                           | 13,10,861,4 | 16,3371,5 | 19,56,281,9 | 22,2977,4 | 26,412,873,4 | 29,914,943,3 | 30,614,839 | 26,411,657,8 | 21,38,4122,6 | 15,44,4148,3 | 11,91,1106,2 |
| Moyennes : • Temp. maxi et mini °C • Précipitation mm |             |           |             |           |              |              |            |              |              |              |              |

Les paramètres climatiques de la commune ont été estimés pour le milieu du siècle (2041-2070) selon différents scénarios d'émission de gaz à effet de serre à partir des nouvelles projections climatiques de référence DRIAS-2020. Ils sont consultables sur un site dédié publié par Météo-France en novembre 2022.

### Voies de communications et transports

#### Voies routières
Commune accessible par la route nationale 202 puis la départementale 2565 par Levens.

#### Transports en commun
- Transport en Provence-Alpes-Côte d'Azur
- Commune desservie par le réseau Lignes d'Azur[14].

### Communes limitrophes
| Venanson | Roquebillière, La Bollène-Vésubie | La Bollène-Vésubie |
| Utelle   | Lantosque                         | Moulinet           |
| Utelle   | Lucéram                           | Lucéram            |

## Toponymie
La légende attribue la fondation de Lantosque à un guerrier étrusque, ou plutôt osque. À une époque qu’on ne peut préciser, celui-ci aurait envahi le pays à la tête d’une bande d’aventuriers. Il s’y serait installé malgré la résistance des peuplades ligures qui l’habitaient. Après les avoir vaincues sur le plateau du « Camp d’Aule » il aurait planté sa lance sur le lieu du combat en signe de prise de possession et il y aurait bâti un village qui, en mémoire de ce fait, prit le nom de « Lancia d’osca », puis de « Lan d’osca » et de « Lantosca ».
Il s'agit d'une légende. Plus sérieusement et selon les auteurs, Lantosque viendrait de « Lan », racine celtique signifiant : endroit consacré au village à laquelle s'ajoute le suffixe ligure « usca » que l'on trouve ailleurs en ascu, oscq, ascq. Ou bien il s'agirait d'une racine d'origine ligure « Osc » ou « Asc » indiquant une hauteur.
Cette cité se serait dressée au-dessous d’un petit lac où le torrent du « Riol » prenait sa source. À la suite d’un tremblement de terre le lit du lac s’entrouvrit, produisant d’énormes éboulements. La bourgade osque primitive fut détruite et ses habitants s’installèrent sur un rocher de la rive droite.
Lantosque était au Moyen Âge, le village le plus important de la vallée et la capitale de la Vésubie, qui portait alors son nom. Il était un fief de la famille des Tournefort, Pierre de Tournefort en a été investi le 6 mars 1271. Le fief tombé en déshérence est racheté comme beaucoup d’autres par Jean Ribotti le 30 décembre 1699, qui le revend à Lazare Riccardi d’Oneglia le 18 janvier 1701, vente confirmée par le Roi le 15 février suivant qui lui octroie le titre de comte de Lantosque.

## Histoire
Lantosque compte actuellement 1 231 habitants. En 1848, la commune en avait 2 573. Quatre hameaux : Saint-Colomban, Loda, Camari et Pélasque, groupent avec le bourg la population lantosquoise. Saint-Colomban (à rapprocher de Sanctus Colombanus) est créé au début du VIIe siècle. Après les invasions sarrasines (IXe – Xe siècles) le pouvoir des comtes de Provence s'établit sur la vallée, et le château de Loda est détruit par Romée de Villeneuve. Au  IXe siècle, Charlemagne donne le fief à l’abbaye de Saint-Pons.
Lantosque voit naître au début du XIIIe siècle deux confréries de pénitents qui dureront jusqu'au XXe siècle. La plus importante fut celle des pénitents noirs dont le siège était la chapelle actuellement en face de la mairie, mais les pénitents blancs « archicon fraternita didisciplinanti del presenze luogo di lantusca » seront très agissants. Lantosque s'administre en vraie république, son autonomie a été concédée par les comtes de Provence. Chaque année, les hommes élisent le Baylo, chef de la commune assisté des Sindici et des Consiglieri, des Arbitri, Abbati, etc.
Les notabilités de la commune forment le conseil mineur qui désigne les hommes de troupe demandés par les ducs de Savoie en cas de besoin et les députés chargés de s'entretenir avec les fonctionnaires sardes. Le commerce du sel par Levens, Utelle, Lantosque et le col de Fenestre vers le Piémont est florissant et Lantosque profite du passage des caravanes de mulets.
En 1271, la seigneurie est inféodée aux Tournefort qui relèvent le château. À partir du XIVe siècle, la communauté s’est étendue sur toute la crête, en dehors des limites du castrum médiéval.
En 1388, le val de Lantosque est une des vigueries du comté de Nice qui devient savoyarde.
En 1518, c’est André de Tournefort qui est investi du fief ; ses descendants vont le conserver jusqu’en 1699, date de son rachat par Jean Ribotti. En 1701, ce dernier le revend à Lazare Riccardi d’Oneille (actuelle Imperia). Peu après, Victor Amédée II de Savoie confère à ce feudataire le titre de comte. En 1542, pendant la guerre que se livrèrent le duc de Savoie, Charles III et le roi de France, François Ier, le village fut incendié par le seigneur d’Ascros. Il subit de nombreux tremblements de terre aux XVe, XVIe et XVIIe siècles.
Le 23 juin 1494, un « horrible tremblement de terre » bouleverse les villages de Roquebillière et de Lantosque. Le 20 avril 1556, un tremblement de terre détruit totalement Loda et quelques maisons à Lantosque. Le 20 juillet 1564, un tremblement de terre détruit le village et l'église. Emmanuel Philibert fera remise des impôts à la population durement éprouvée.
En 1621, les pénitents blancs créent un hôpital afin de recueillir les nombreux pauvres du village et les passants démunis. En 1630, épidémie de peste. En 1668, consécration de l'église Saint-Sulpice. En 1698, création, vraisemblablement par les pénitents blancs d'un " monte granatico " qui va fonctionner à Saint-Colomban. C'est une sorte de mont-de-piété du grain. Son but est de prêter aux paysans qui n'en ont plus, du blé, du seigle, de l'orge, avec lors de la restitution, la prise d'un petit intérêt en poids de grain. À noter que les vins de Lantosque sont très appréciés par toute la vallée.
En 1705, le village est pillé par la soldatesque de Louis XIV avec une nouvelle occupation en 1707 jusqu'en 1713. Pendant la guerre de Succession d'Autriche où la France et l'Espagne sont opposées à l'Autriche et la Savoie, les troupes franco-espagnoles occupent en 1744 et 1747 le comté, Lantosque n'échappe pas à cette occupation. En 1792–1793 sous la Révolution en sous l'Empire, les troupes françaises seront à nouveau à Lantosque où la lutte contre les Barbets sera chaude.

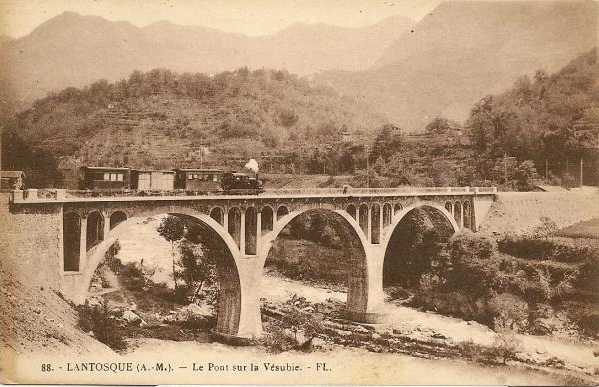
Passage du tramway sur le Pont du Martinet, Conçu par le bureau d'études d'Armand Considère et Henry Lossier, en 1908

Le général Garnier note qu'il existe à l'époque, deux voies de communication, de Lantosque à Nice, l'une par la vallée de l'Infernet-Lucéram-l'Escarène-Drap, l'autre par le Figaret, le pont de Saint-Jean, Duranus, Levens, Aspremont. Il faut à cheval onze heures par la première et douze par la seconde pour relier Nice à Lantosque. On va également à Saorge, toujours à cheval en cinq heures par le col de Raus, en deux heures à Moulinet et en trois heures au col de Fenestre.
Dès 1860, date de l'annexion du comté de Nice à la France, le quartier du Rivet connaît une grande activité. Là se trouvaient le relais des diligences avec les écuries, les entrepôts de fourrage, de paille et les hôtels « de la poste » et « Raibaut-Andréani ». La gendarmerie siégeait également au Rivet. Son déclin date de la construction de la ligne de  tramways qui desservit la Vésubie de 1909 à 1928. La première véritable route passant par Levens et Duranus atteint Lantosque en 1863. En 1894 sera ouverte la route entre Saint-Jean-La-Rivière et Plan-Du-Var. De 1920 à 1940, la présence de la troupe dans la commune, avec la construction de casernes militaires sera la cause d'une relative prospérité du village. Ces casernes furent aussi utilisées comme Quartier Général en juin 1940 pour le 74e BAF(Bataillon Alpin de Forteresse). À ce jour, elles ne sont plus utilisées par l’armée française.
Actuellement le village connaît un regain de populations venues du littoral.

## Politique et administration

### Liste des maires
| Période | Période  | Identité                           | Étiquette | Qualité                                                                                     |
| ------- | -------- | ---------------------------------- | --------- | ------------------------------------------------------------------------------------------- |
| 1860    | 1861     | Dominique Torrin                   |           |                                                                                             |
| 1861    | 1863     | Benjamin Roubaudi                  |           |                                                                                             |
| 1863    | 1865     | Philippe Otho                      |           |                                                                                             |
| 1865    | 1892     | Joseph Passeron                    |           |                                                                                             |
| 1892    | 1898     | Louis Borriglione                  |           |                                                                                             |
| 1898    | 1904     | Joseph Passeron                    |           |                                                                                             |
| 1904    | 1919     | Louis Cristini                     |           |                                                                                             |
| 1919    | 1925     | Camille Thaon                      |           |                                                                                             |
| 1925    | 1929     | Antoine Cristini                   |           |                                                                                             |
| 1929    | 1944     | Dr Charles Passeron                |           |                                                                                             |
| 1944    | 1945     | Thomas Otho (Comité de Libération) |           |                                                                                             |
| 1945    | 1953     | François Barberis                  |           |                                                                                             |
| 1953    | 1977     | Robert Martel                      |           |                                                                                             |
| 1977    | 1983     | Michel Cardix                      |           |                                                                                             |
| 1983    | En cours | Jean Thaon                         | UMP-LR    | Retraité Maire de Lantosque et ancien vice-président du conseil général des Alpes-Maritimes |

### Budget et fiscalité 2019

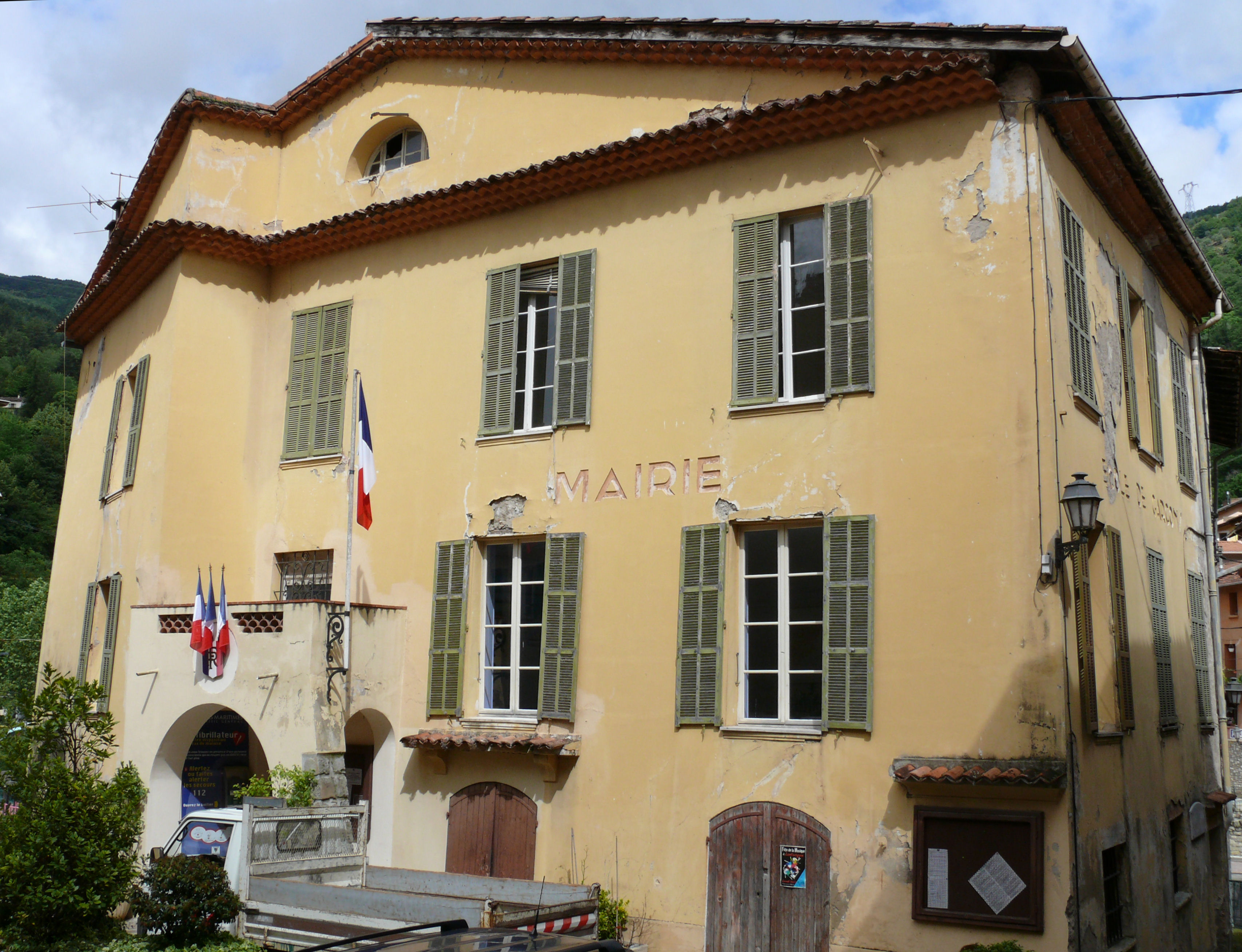
Mairie

En 2019, le budget de la commune était constitué ainsi :
- total des produits de fonctionnement : 1 086 000 €, soit 821 € par habitant ;
- total des charges de fonctionnement : 899 000 €, soit 679 € par habitant ;
- total des ressources d'investissement : 939 000 €, soit 710 € par habitant ;
- total des emplois d'investissement : 906 000 €, soit 685 € par habitant ;
- endettement : 2 335 000 €, soit 1 765 € par habitant.

Avec les taux de fiscalité suivants :
- taxe d'habitation : 9,49 % ;
- taxe foncière sur les propriétés bâties : 7,56 % ;
- taxe foncière sur les propriétés non bâties : 30,26 % ;
- taxe additionnelle à la taxe foncière sur les propriétés non bâties : 0,00 % ;
- cotisation foncière des entreprises : 0,00 %.

Chiffres clés Revenus et pauvreté des ménages en 2017 : médiane en 2017 du revenu disponible, par unité de consommation : 18 710 €.

## Population et société

### Démographie

#### Évolution démographique
L'évolution du nombre d'habitants est connue à travers les recensements de la population effectués dans la commune depuis 1751. Pour les communes de moins de 10 000 habitants, une enquête de recensement portant sur toute la population est réalisée tous les cinq ans, les populations de référence des années intermédiaires étant quant à elles estimées par interpolation ou extrapolation. Pour la commune, le premier recensement exhaustif entrant dans le cadre du nouveau dispositif a été réalisé en 2005.

En 2022, la commune comptait 1 197 habitants, en évolution de −8,83 % par rapport à 2016 (Alpes-Maritimes : +2,85 %, France hors Mayotte : +2,11 %).
| 1751  | 1793  | 1800  | 1806  | 1822  | 1838  | 1848  | 1858  | 1861  |
| ----- | ----- | ----- | ----- | ----- | ----- | ----- | ----- | ----- |
| 1 600 | 1 675 | 1 458 | 1 615 | 1 998 | 2 245 | 2 380 | 2 573 | 2 417 |

| 1866  | 1872  | 1876  | 1881  | 1886  | 1891  | 1896  | 1901  | 1906  |
| ----- | ----- | ----- | ----- | ----- | ----- | ----- | ----- | ----- |
| 2 232 | 2 130 | 2 145 | 1 903 | 1 890 | 1 974 | 1 962 | 1 994 | 2 008 |

| 1911  | 1921  | 1926  | 1931  | 1936  | 1946  | 1954  | 1962  | 1968  |
| ----- | ----- | ----- | ----- | ----- | ----- | ----- | ----- | ----- |
| 2 021 | 1 717 | 1 720 | 1 686 | 2 140 | 1 370 | 1 206 | 1 146 | 1 057 |

| 1975 | 1982 | 1990 | 1999  | 2005  | 2006  | 2010  | 2015  | 2020  |
| ---- | ---- | ---- | ----- | ----- | ----- | ----- | ----- | ----- |
| 884  | 772  | 972  | 1 019 | 1 207 | 1 224 | 1 343 | 1 314 | 1 206 |

| 2022  | - | - | - | - | - | - | - | - |
| ----- | - | - | - | - | - | - | - | - |
| 1 197 | - | - | - | - | - | - | - | - |

### Enseignement
Établissements d'enseignements :
- Écoles maternelle et primaire[25],
- Collège à Roquebillière,
- Lycée à Valdeblore.

### Santé
Professionnels et établissements de santé :
- Médecins à Lantosque, Roquebillière, Saint-Martin-Vésubie,
- Pharmacies à Lantosque, Roquebillière, Saint-Martin-Vésubie,
- Hôpitaux à Roquebillière.

### Cultes
- Culte catholique, Paroisse de la Vésubie[27], Diocèse de Nice.

### Intercommunalité
Commune membre de la Métropole Nice Côte d'Azur.

## Urbanisme
L'urbanisme de la commune relevait du Règlement national d'urbanisme, et est maintenant couvert par le PLUm de l'intercommunalité Métropole Nice Côte d'Azur.

### Typologie
Au 1er janvier 2024, Lantosque est catégorisée commune rurale à habitat dispersé, selon la nouvelle grille communale de densité à 7 niveaux définie par l'Insee en 2022.
Elle est située hors unité urbaine. Par ailleurs la commune fait partie de l'aire d'attraction de Nice, dont elle est une commune de la couronne,. Cette aire, qui regroupe 100 communes, est catégorisée dans les aires de 200 000 à moins de 700 000 habitants,.

### Occupation des sols
L'occupation des sols de la commune, telle qu'elle ressort de la base de données européenne d’occupation biophysique des sols Corine Land Cover (CLC), est marquée par l'importance des forêts et milieux semi-naturels (89,9 % en 2018), en diminution par rapport à 1990 (95,5 %). La répartition détaillée en 2018 est la suivante : 
forêts (61,1 %), milieux à végétation arbustive et/ou herbacée (23,7 %), zones agricoles hétérogènes (6,6 %), espaces ouverts, sans ou avec peu de végétation (5,1 %), cultures permanentes (2,8 %), mines, décharges et chantiers (0,6 %), prairies (0,2 %).
L'évolution de l’occupation des sols de la commune et de ses infrastructures peut être observée sur les différentes représentations cartographiques du territoire : la carte de Cassini (XVIIIe siècle), la carte d'état-major (1820-1866) et les cartes ou photos aériennes de l'IGN pour la période actuelle (1950 à aujourd'hui).

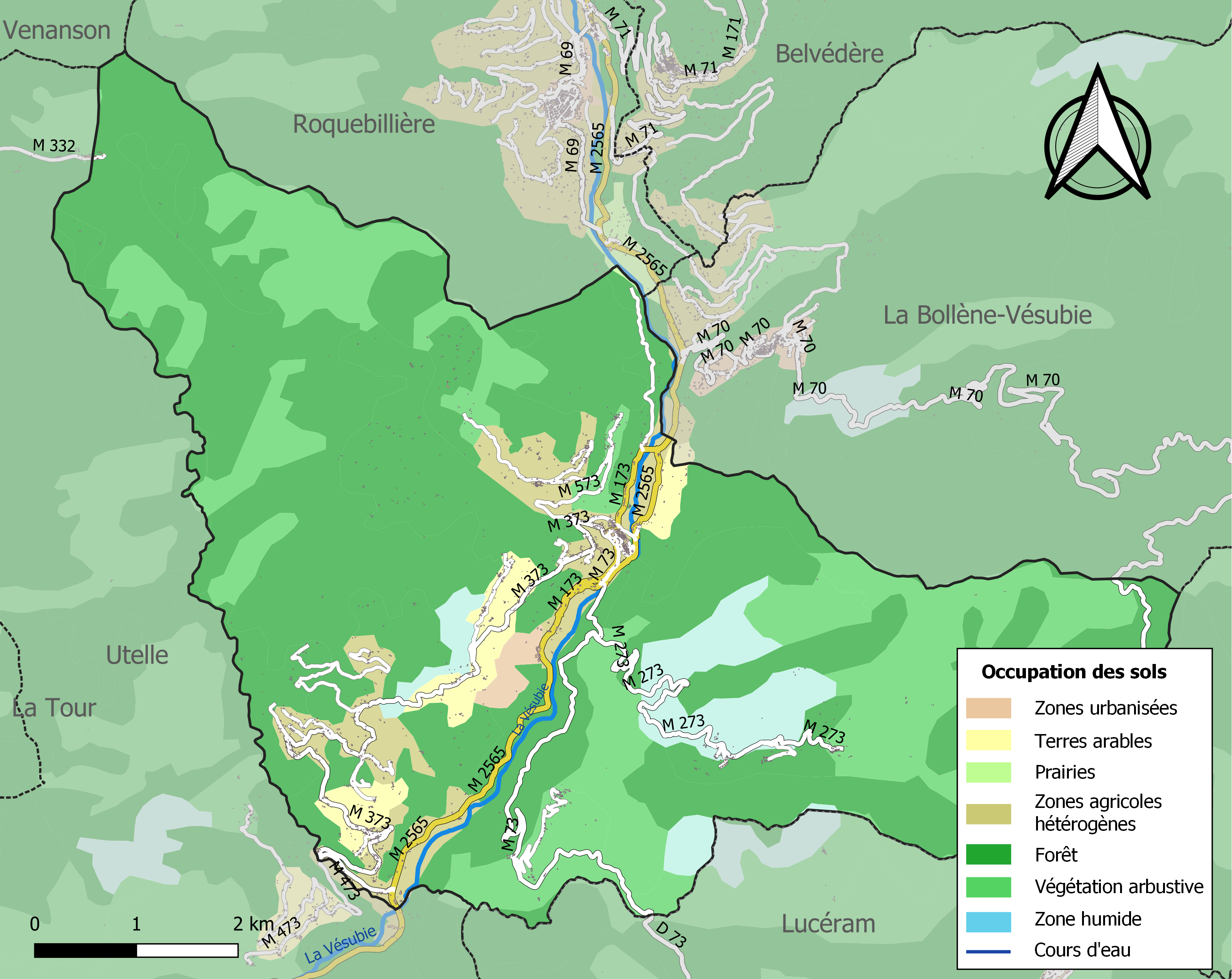
Carte de l'occupation des sols de la commune en 2018 (CLC).

## Économie

### Entreprises et commerces

#### Agriculture
- Lantosque est réputée pour ses châtaignes et chaque année une fête leur est consacrée.
- Le village a conservé une politique traditionnelle d'élevage de bovins et d'ovins sur les hauteurs du village, ainsi que les traditionnelles transhumances estivales. Les éleveurs produisent du fromage de montagne. On y produit encore du plâtre en petites quantités.

#### Tourisme
- Camping.
- restaurants, hôtels, bars,

#### Commerces et services
- Banque-Postale, service postal, Gendarmerie Nationale, pompiers, services à la personne, boucheries, épicerie, fleuriste, coiffure, plomberie...

## Culture locale et patrimoine

### Lieux et monuments

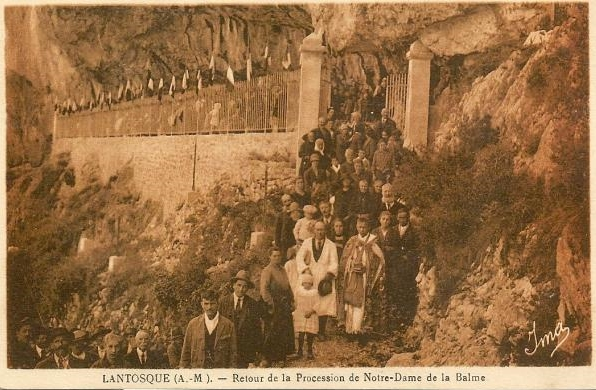
Retour de la Procession de Notre Dame de la Balma.

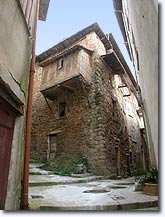
Loggias datant du XVIIIe siècle

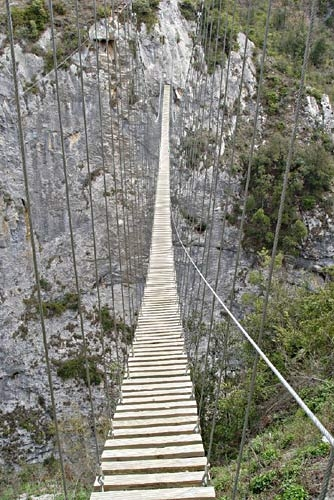
Grande passerelle de la via ferrata perchée à une centaine de mètres de haut.

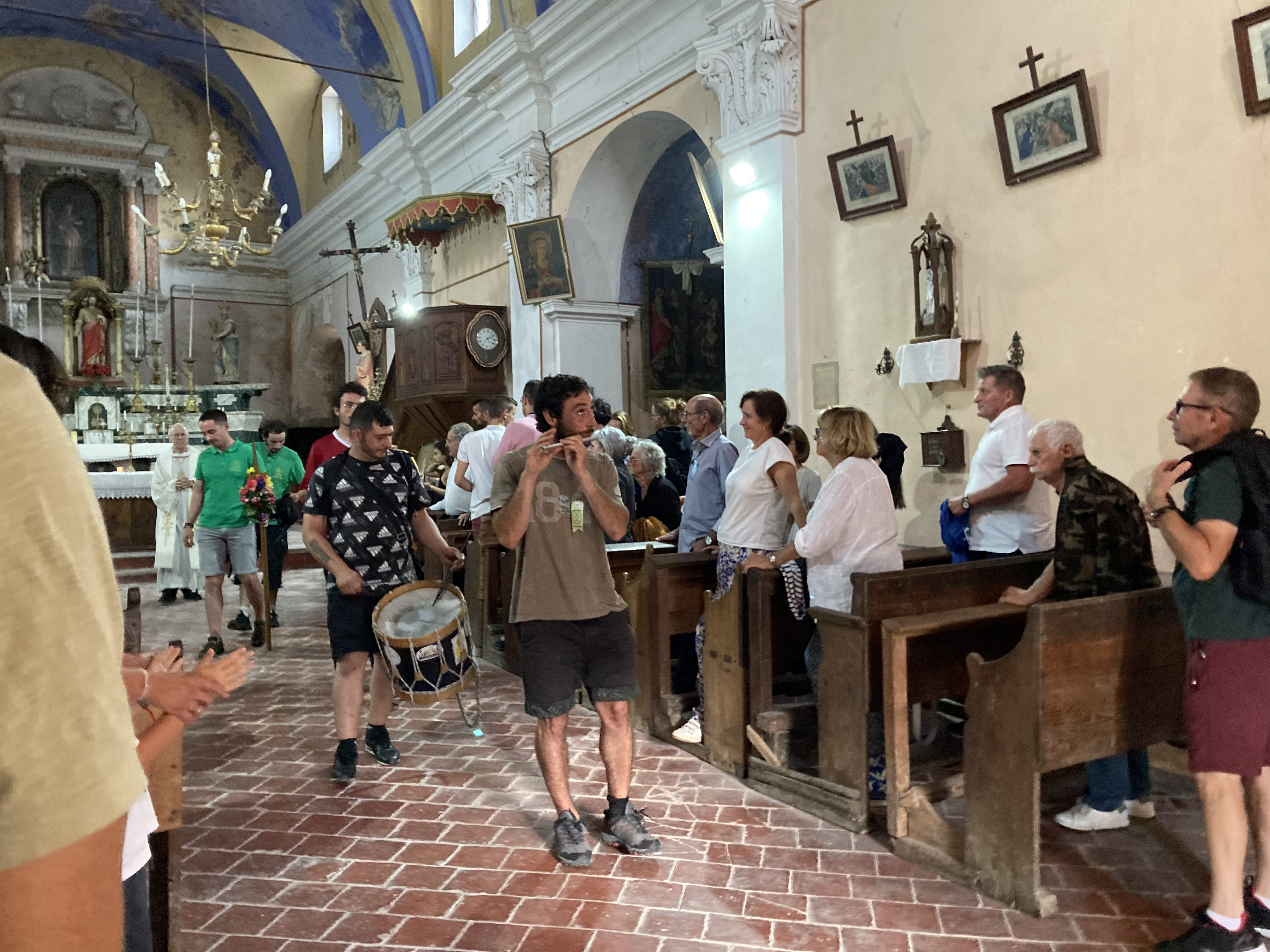
Procession Fifre et tambour, hameau Saint-Colomban de Lantosque, Alpes-Maritimes (06), France, 16 août 2024

Tout d'abord, l'architecture sacrée est très présente dans le village et ses environs. Ainsi on y trouve une dizaine de chapelles et une majestueuse église, l'église Saint-Pons, trônant au sommet du village. Cette église de 1668, mélange de plusieurs styles (portail de style classique, porte sculptée, plan cruciforme unique dans la vallée de la Vésubie) présente une architecture spécifique (façade relativement basse, large et trapue…) qui a été conçue pour résister aux secousses des tremblements de terre. Elle présente des traces d'un bâtiment plus ancien. À l'intérieur, on peut admirer des représentations du XVIIe siècle (Saint Antoine de Padoue recevant l’enfant et la Glorification du Saint Sacrement), un tableau représentant la Vierge de Miséricorde, un autel du Rosaire datant du XVIIIe siècle, sa frise de tableautin qui retrace les quinze mystères de la vie du Christ, l'autel Saint-Pons (patron de Lantosque) et celui de saint Sulpice dont les reliques données à Lantosque par le Pape lui-même sont le signe de l'influence et du pouvoir des élites locales de l'époque.
D'autres monuments montrent l'omniprésence de l'Église à Lantosque et ses environs au XVIIe siècle, tels que :
- l’église Saint-Arnoux[37] à Loda[38],
  - les vestiges du XIIIe siècle du Château de Loda,
- l'église Saint Colomban[39],[40],[41] à St Colomban[42],
- l'église Notre Dame des Anges[43] Pélasque[44],[45],
- le couvent Saint Pancrace[46],[47].
- les chapelles :
  - chapelle de la Miséricorde, dite des Pénitents noirs[48],
  - chapelle Notre Dame de Lourdes[49],
  - chapelle Sainte-Claire (XVe siècle)[50],
  - chapelle Sainte Croix[51],[52],
  - chapelle de la Balma[53],[54],
  - chapelle Saint André Clua[55],
  - chapelle Sainte Croix Condamines[56],
  - chapelle Notre Dame des Victoires[57] Granges de la Brasque[58],
  - chapelle Saint Georges Pelasque[59],
  - chapelle Saint Roch[60].
- l'oratoire ou « pilon » de Saint-Antoine[61].

De plus le village regorge de références historiques et culturelles. Ainsi en témoignent les loggias du XVIIIe siècle la fontaine de la place de la mairie (1886), le monument aux morts (devant l'église Saint-Pons) qui évoque les massacres de la Première Guerre mondiale, le fort de Gordolon (vestige de la Ligne Maginot faisant partie des lignes de défenses passant par les communes de Lantosque et Roquebillière), ou encore le sanctuaire de Notre-Dame-de-la-Balma en aval du village (seul exemple de grotte sanctuaire de la Vésubie qui accueillait tous les ans une procession des pénitents blancs suivie par toute la population).
Plus récent, le pont du Martinet dont le nom vient d'un ancien moulin situé en rive droite, où, tisserand, forgerons, serruriers exerçaient des activités artisanales utilisant l'énergie hydraulique. Ce pont permit le passage du train en premier lieu, puis celui du tramway jusqu'en 1926. Il fut reconstruit en 1932 et 1999.
D'autres ponts tel que le pont muletier, enjambant le Riou et ses gorges, étaient le lieu de passage du trafic nord-sud.
En remontant le Riou on peut apercevoir un ancien moulin à eau qui servait à moudre le grain.
Actuellement la salle polyvalente accueille de nombreuses manifestations et activités culturelles (cinéma, chorale, expositions…) ou sportives (danse, gymnastique, judo, step, yoga…). Elle est équipée d’un matériel très moderne, et peut recevoir plus de 500 personnes pour des conférences ou des congrès.
Dans un tous autre registre la laune de l'éléphant ou la Via ferrata des Canyons de Lantosque sont des  lieux de rendez vous appréciés des touristes comme des habitants.

### Monument aux morts
Le monument aux morts,, : Liste les morts des deux guerres mondiales et des guerres d’Indochine et d’Algérie.

### La Lantosquoise

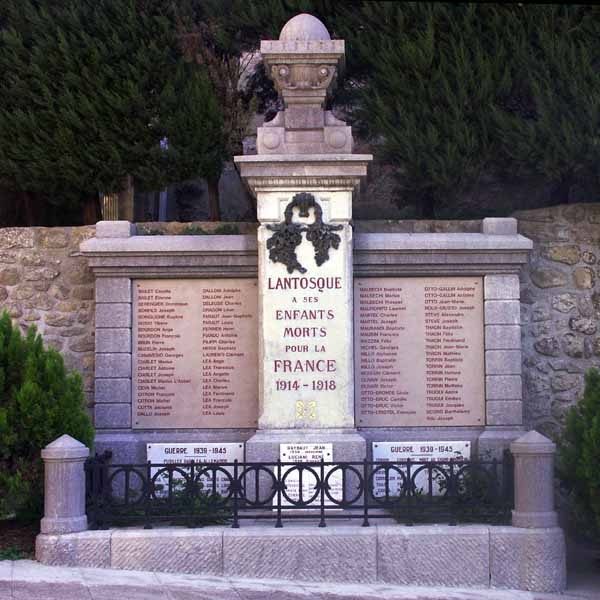
Monument aux morts de Lantosque.

Dominant la Vésubie

À cheval sur son rocher,

C’est Lantosque la jolie

Qui dresse son fier clocher
Refrain :

Aimons bien ce vieux village,

Doux pays de nos amours,

Répétons à tous les âges :

Lantosquois, Lantosquois toujours.
À ses pieds le torrent gronde,

Et serpente entre les prés,

Dans ce joli coin du monde

Lantosquois, nous sommes nés.
Voici notre vieille église

Témoin de notre passé,

Vieilles rues et maisons grises

Du Pivol, de Saint André
Au berceau de notre enfance

Qui a vu nos premiers jeux,

Nous gardons tous, l’espérance

De finir des jours heureux.
Au déclin de notre vie,

Attendons le dernier jour

Dans la petite patrie

Qui nous donné le jour.
Refrain :

O Lantousca, bel villagé

A tu pènsa cada giou,

E cantan, plèns dé couragé :

Lantousquiès, Lantousquiès, tougiou.

### Héraldique
| Blason de Lantosque | Blason  | De sinople au pont alésé d’une arche d’argent, maçonné de sable, soutenant un oiseau éployé d’or surmonté d’une rose aussi d’argent boutonnée aussi d’or. |
| Blason de Lantosque | Détails | Le statut officiel du blason reste à déterminer. |

## Personnalités liées à la commune
- Aimé Barelli (1917-1995), trompettiste de jazz, y est né.
- Jules Torrini (1607-1674), médecin, philosophe, mathématicien, écrivain et figure influente de la cour de Savoie. Il fut médecin du cardinal Maurice de Savoie, puis de la duchesse Christine et du duc Charles-Emmanuel II. Il enseigna à l'université de Turin, où il occupa la chaire de philosophie puis de médecine théorique ordinaire. En 1659, il devint bibliothécaire royal et réalisa l'inventaire de la bibliothèque ducale. En 1673, il acquit le fief de Monastero di Vasco, accédant ainsi au titre de comte[67].
- Jean-Charles Passeroni, né le 8 mars 1713 aux Condamines. Il est ordonné prêtre à Nice par Mgr Cantono. Sa vie allait se dérouler à Milan où habitait son oncle et où il a fait ses études. Il y retourne après son ordination et découvre la poésie. Ses écrits lui ont valu d’être admis à l’Académie des Trasformati qui regroupait l’élite des jeunes milanais. Rousseau publia sur lui un article élogieux. Titulaire de pensions importantes de l’impératrice Marie-Thérèse, il les utilisa à des fins charitables. Il meurt à Milan en 1803.
- Jean de Tournefort, abbé de Saint-Pons en 1362, de Lérins en 1365, évêque de Nice en 1382.
- Famille Thaon de Revel.